# سرود کریسمس (فیلم ۱۹۷۱)
«سرود کریسمس» (انگلیسی: A Christmas Carol) فیلمی در ژانر فانتزی به کارگردانی ریچارد ویلیامز است که در سال ۱۹۷۱ منتشر شد. از بازیگران آن می‌توان به الستر سیم، مایکل هوردرن و جوآن سیمز اشاره کرد.